# Mégastructure (architecture)
Pour les articles homonymes, voir Mégastructure (homonymie).
La mégastructure est un concept architectural moderniste complexe popularisé au cours des années 1960. Elle correspond à une construction de très grandes dimensions dont le programme architectural cumule plusieurs des éléments qui composent la ville traditionnelle.  
La mégastructure se distingue des types architecturaux traditionnels par le rapport qui existe entre les éléments qui la compose ainsi que par le rapport qu’elle entretient avec la ville existante et ses réseaux de transport. Dans la mégastructure, ces rapports sont re-négociés selon une logique qui lui est propre et qui s’inscrit en rupture avec la tradition classique. 
En théorie, la configuration de la mégastructure n’est pas fixe. La mégastructure est plutôt pensée comme un modèle architectural dynamique dont l’organisation devrait pouvoir varier en fonction des modalités de son utilisation. 

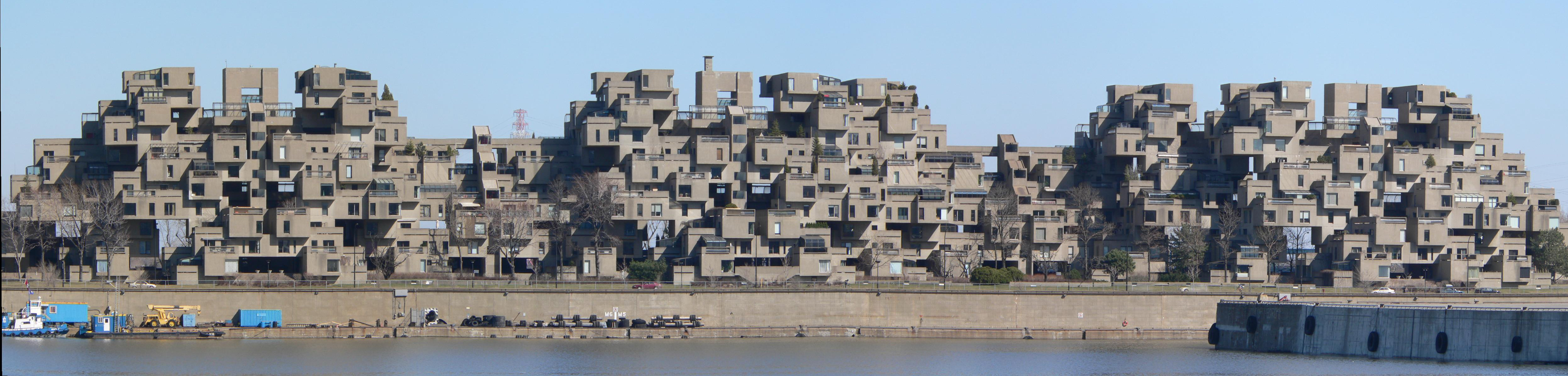
Habitat 67, un exemple de mégastructure à Montréal, au Canada.